# コンピュータエンターテインメントレーティング機構
特定非営利活動法人コンピュータエンターテインメントレーティング機構（コンピュータエンターテインメントレーティングきこう、英: Computer Entertainment Rating Organization）は、家庭用ゲームソフトおよび一部のパソコンゲームを対象とする表現の倫理規定の策定及び審査を行う、2002年7月に設立された日本の特定非営利活動法人。略称はCERO（セロ）。2003年12月には東京都より特定非営利活動法人として認証された。
暴力的、性的、反社会的な表現や、言語及び思想に関して独自の倫理規定を策定し、それに基づいて審査されるゲームソフトの対象年齢を決定することを主な業務としている。
国際的評価機関であるIARC（国際年齢評価連合）には加盟しておらず、IARCとは異なり審査も有料で日本国内でのみである。また、日本国内の場合、IARCでレーティングが一定以上の場合、対応ハードメーカーに応じたCERO取得が必要となるため販売不可となる場合がある。

## 設立経緯
CEROの設立以前は、ソニー・コンピュータエンタテインメント（PlayStation・PlayStation 2）、セガ（ドリームキャスト）、マイクロソフト（Xbox）、任天堂（ニンテンドーゲームキューブ・ゲームボーイアドバンス）を主とした、各ゲーム機のメーカー（ライセンサー）による独自の基準を元に審査を行っていたが、同内容のゲームでも各ライセンサー間で審査の基準に食い違いが生じ、場合によっては内容の修正を余儀なくされることもあった。
こうしたライセンサー別の基準を統一し、業界団体レベルで執っていくことでゲームソフトに対する批判に応える目的の他、他国より遅れていたレイティングを補完する目的のために2002年6月、社団法人コンピュータエンターテインメント協会（CESA）の関連団体として設立され、同年10月から審査が開始された。
2002年当時はゲームというコンテンツそのものへの風当たりがまだ強く、良くないモノとされていた日本社会の風潮があった。そのため、ゲーム業界自身がレーティング制度を必要としていた訳では無く、世間一般への姿勢を明確にするために産まれた。

## 会員
CEROは会員制度をとっており、CEROの目的に賛同して入会した個人および団体を正会員、目的に賛同し賛助するために入会した個人および団体を賛助会員と定義している。事実上国内市場で販売する際にはCEROの審査が強制化しており、当初審査体制に疑問を持つ会社もいたが、ほとんどのメーカーが審査を受けるために会員になっている。

## レイティング制度
レイティングの策定にあたってはアメリカ・カナダの審査団体エンターテインメントソフトウェアレイティング委員会（Entertainment Software Rating Board、略称：ESRB）を参考に決定された。
審査対象となる表現は、出血といった暴力表現や水着などの性的表現、さらには麻薬やギャンブルといった反社会的な要素など多岐にわたる。2004年の改正では、コンテンツアイコンとしてパッケージに表示されるようになった。
| メーカー                                   | プラットフォーム |
| ------------------------------------------ | --- |
| セガ                                       | ドリームキャスト メガドライブ ミニ・ゲームギアミクロ・アストロシティミニ・アストロシティミニ V・メガドライブ ミニ2 |
| ソニー・インタラクティブエンタテインメント | PlayStation・PS2・PS3・PS4・PS5 PSP（goを含む）・PlayStation Vita PlayStation Classic・PlayStation PlusのCERO:Z作品 |
| 任天堂                                     | ニンテンドー ゲームキューブ・Wii・Wii U・Nintendo Switch・Switch 2のカセット作品・ダウンロード作品の一部 バーチャルコンソール・WiiWare・DSiWare・Nintendo Switch Online配信作品・ゲームボーイアドバンス・ニンテンドーDS・ニンテンドー3DS・Newニンテンドー3DS ニンテンドークラシックミニ ファミリーコンピュータ・ニンテンドークラシックミニ スーパーファミコン |
| バンダイナムコエンターテインメント         | ワンダースワン |
| 日本マイクロソフト                         | Xbox・Xbox 360・Xbox One・Xbox Series X/S・Xbox Game Pass 日本で販売されたXboxのディスクは、ESRBなどでも同様の処置が行われることからCEROマークが掲載される傾向にある。 360/初代Xbox作品がOne以降に移植される場合でも、ゲームデータが極力弄られていないためCEROレーティングは変更されない。                                                                    |
| SNK                                        | ネオジオ ミニ |
| コナミデジタルエンタテインメント           | PCエンジン mini |
| タイトー                                   | イーグレットツー ミニ |
| エピックゲームズ                           | Fortnite(クリエイティブモードにおけるCERO:C制限) |
| その他のメーカー                           | パソコンゲーム |
| その他のメーカー                           | 携帯電話ゲーム・スマートフォンのアプリ |
| その他のメーカー                           | クラウドゲーム・サービス |

審査対象にアーケードゲームは含まれていない。
ただし、パーソナルコンピュータのうち恋愛ゲーム、特にアダルトゲームに分類されるものについては、CEROの設立以前から存在するコンピュータソフトウェア倫理機構または日本コンテンツ審査センターによって審査されている。
CEROのレイティングには、設立当初からのものと2006年に改正されたものの2種類が存在する。

### 設立当初の区分
| レイティング区分 | レイティング区分   | 備考 |
| ---------------- | ------------------ | --- |
|                  | 全年齢対象         | 設立当初より設定されていたレイティング区分。 |
|                  | 12才以上対象       | 設立当初より設定されていたレイティング区分。 |
|                  | 15才以上対象       | 設立当初より設定されていたレイティング区分。 |
|                  | 18才以上対象       | 設立当初より設定されていたレイティング区分。 |
|                  | 教育・データベース | 後から追加されたレイティング区分だが設立当初から設定が予定されていた。 対象年齢を定めず、教育またはデータベース系に該当し、ゲーム性を持たないソフトウェアが区分される。 |
|                  | 審査予定           | 2003年に追加されたレイティング区分で、販促物などに表示される「審査予定」は販促物などに、 「CERO規定適合」は体験版に表示される。これらについては後にCEROの審査を受ける予定または進行中という意味がある。 フィルタリング機能があるゲーム機やブラウザによっては、18才以上対象ソフト扱いとなる場合もある。 |
|                  | CERO規定適合       | 2003年に追加されたレイティング区分で、販促物などに表示される「審査予定」は販促物などに、 「CERO規定適合」は体験版に表示される。これらについては後にCEROの審査を受ける予定または進行中という意味がある。 フィルタリング機能があるゲーム機やブラウザによっては、18才以上対象ソフト扱いとなる場合もある。 |

### 2006年3月以降の区分
2006年2月17日、社団法人コンピュータエンターテインメント協会が、同年3月以降の審査分からこれまでのレイティング区分を変更することを発表した。
これまでの区分では対象年齢以上推奨にとどまり、販売および頒布に対しては明確な制約は加えられていなかったが、神奈川県知事松沢成文（当時）らが『グランド・セフト・オートIII』を有害図書に指定し、さらに神奈川県や東京都をはじめとする地方自治体の要請から、レイティング区分を見直し、これまでの「18才以上対象」を分割し、「Z（18才以上のみ対象）」と「D（17才以上対象）」の2区分を新たに設けた。
「Z（18才以上のみ対象）」に区分されたゲームソフトは流通業界・販売店による自主規制により、その年齢に満たない者への販売及び頒布を禁ずると共に年齢の確認を要することとし、青少年保護育成条例においても有害図書扱いとされるようになったことに加え、CESAが行った「CERO年齢別レーティング制度の第4回実態調査結果」（2010年3月）により、保護者（第三者）が「Z」区分のソフトを代理で購入するようになったと指摘されたため、「保護者がプレイするために購入するのか」を確認するなどの対応もとられるようになっている。
改訂にともない、改訂以前に発売された「18才以上対象」に区分された一部のゲームソフトは、暴力や犯罪などの表現とその度合いにより「18才以上のみ対象」あるいは「17才以上対象」のいずれかに分けられた。また、区分を分かりやすくするため、対象年齢の数字からA・B・C・DおよびZの英文字を大きく出す形に変更され、さらにパッケージの背表紙部分には区分ごとに異なる色も設けられた（以下の表の通り）。
| レイティング区分 | レイティング区分 | 対象年齢         | 背表紙帯色 | 説明書 |
| ---------------- | ---------------- | ---------------- | ---------- | ------ |
|                  | A                | 全年齢対象       | 黒 (■)     |        |
|                  | B                | 12才以上対象     | 緑 (■)     |        |
|                  | C                | 15才以上対象     | 青 (■)     |        |
|                  | D                | 17才以上対象     | 橙 (■)     |        |
|                  | Z                | 18才以上のみ対象 | 赤 (■)     |        |

また、「教育・データベース」および「審査予定」のものに対しては、以前のレイティング制度から変更はされていない。また、背表紙の区分部分の背景色も用意されていない。
年齢制限を実際にソフト内のデータに書き込んでいるゲームハードは、任天堂ではWii(ゲームキューブ互換は非対応)およびニンテンドーDSi（DS/DSLiteは非搭載)、ソニーではPlayStation 3（PS1/PS2の互換は対象外)およびPlayStation Portable、マイクロソフトでは初代Xboxから搭載されている。ペアレンタルの設定にはデバイスに登録しているアカウント関係の設定が必要になる場合がある。

### 年齢とレイティングの互換リスト
| 年齢   | CERO                  | 映倫レイティング区分 | IARC | ESRB                                     | PEGI              | USK               | ACB                   | GRAC               |
| ------ | --------------------- | -------------------- | ---- | ---------------------------------------- | ----------------- | ----------------- | --------------------- | ------------------ |
| 0      | CERO:A                | G                    | 3+   | E                                        | 3                 | 0                 | G PG                  | ALL                |
| 1      | CERO:A                | G                    | 3+   | E                                        | 3                 | 0                 | G PG                  | ALL                |
| 2      | CERO:A                | G                    | 3+   | E                                        | 3                 | 0                 | G PG                  | ALL                |
| 3      | CERO:A                | G                    | 3+   | E                                        | 3                 | 0                 | G PG                  | ALL                |
| 4      | CERO:A                | G                    | 3+   | E                                        | 3                 | 0                 | G PG                  | ALL                |
| 5      | CERO:A                | G                    | 3+   | E                                        | 3                 | 0                 | G PG                  | ALL                |
| 6      | CERO:A                | G                    | 3+   | E                                        | 3                 | 6 (年齢制限あり)  | G PG                  | ALL                |
| 7      | CERO:A                | G                    | 7+   | E                                        | 7                 | 6 (年齢制限あり)  | G PG                  | ALL                |
| 8      | CERO:A                | G                    | 7+   | E                                        | 7                 | 6 (年齢制限あり)  | G PG                  | ALL                |
| 9      | CERO:A                | G                    | 7+   | E                                        | 7                 | 6 (年齢制限あり)  | G PG                  | ALL                |
| 10     | CERO:A                | G                    | 7+   | E10+                                     | 7                 | 6 (年齢制限あり)  | G PG                  | ALL                |
| 11     | CERO:A                | G                    | 7+   | E10+                                     | 7                 | 6 (年齢制限あり)  | G PG                  | ALL                |
| 12     | CERO:B                | PG12                 | 12+  | E10+                                     | 12                | 12 (年齢制限あり) | G PG                  | 12+ (年齢制限あり) |
| 13     | CERO:B                | PG12                 | 12+  | T                                        | 12                | 12 (年齢制限あり) | G PG                  | 12+ (年齢制限あり) |
| 14     | CERO:B                | PG12                 | 12+  | T                                        | 12                | 12 (年齢制限あり) | G PG                  | 12+ (年齢制限あり) |
| 15     | CERO:C                | R15+ (年齢制限あり)  | 12+  | T                                        | 12                | 12 (年齢制限あり) | M MA15+(年齢制限あり) | 15+ (年齢制限あり) |
| 16     | CERO:C                | R15+ (年齢制限あり)  | 16+  | T                                        | 16                | 16 (年齢制限あり) | M MA15+(年齢制限あり) | 15+ (年齢制限あり) |
| 17     | CERO:D                | R15+ (年齢制限あり)  | 16+  | M(年齢制限あり)                          | 16                | 16 (年齢制限あり) | M MA15+(年齢制限あり) | 15+ (年齢制限あり) |
| 18     | CERO:Z (年齢制限あり) | R18+ (年齢制限あり)  | 18+  | M(年齢制限あり) AO(ごく稀、年齢制限あり) | 18 (年齢制限あり) | 18 (年齢制限あり) | R18+(年齢制限あり)    | 15+ (年齢制限あり) |
| 19以上 | CERO:Z (年齢制限あり) | R18+ (年齢制限あり)  | 18+  | M(年齢制限あり) AO(ごく稀、年齢制限あり) | 18 (年齢制限あり) | 18 (年齢制限あり) | R18+(年齢制限あり)    | 19+ (年齢制限あり) |

### 表現の規制
CEROの倫理規定（第7条および別表3）には（直接・間接的な）性行為・性器の描写や、過度に暴力的、反社会的な言語、思想、差別表現に対しては「禁止表現」と定め、それに該当する表現が含まれる場合はレイティングを与えられない。審査を受けていないゲームを販売店が取り扱うことはほとんどないため、CEROからレイティングを受けられないゲームはほぼ販売不可能になる。
日本国外で開発されたゲームソフトをローカライズする際、ある程度表現を修正してからCEROの区分を受けて発売されることがある。事例としてはRockstar Gamesが発売し、日本ではカプコンによって発売されたグランド・セフト・オートシリーズ（『III』から『バイスシティ・ストーリーズ』まで）は、CEROの倫理規定に基づきいくつかの機能の削除や仕様変更を行ってからローカライズされたが、それでもなお「18才以上のみ対象」に区分されている。
また、ベセスダ・ソフトワークス/ゼニマックス・アジアによってローカライズされた『Fallout 3』にも同様の規制がなされており、この中で特に核についての表現に問題があることが新たに明らかになった。
核兵器や放射線（放射能）の描写に関しては、全てがCEROの禁止表現になっているわけではなく、事例として『エースコンバット5』については、核弾頭の起爆場面が描写されているシーンが、さらに『ZERO』においては、実際のゲームプレー中にあらかじめ敵軍が仕掛けた核弾頭が起爆するイベントがあり、シーンカットにおいても前作と比べてより詳細な描写がなされている。しかし両タイトルともCEROのレーティングでは「A」に区分されているため、戦争や兵器に対しては（日本国外と比して）比較的寛容になっている（ESRBでは核兵器に関する表現はチェック対象であるため「T（13歳以上対象）」に区分されている）。
外国製のタイトルの中には一部の店舗では取り扱わない方針であることから販売面で不利になるため「Z」区分を回避するよう過激な表現を削り、「D」区分に引き下げてでも販売の裾野を広げる例もあり、エレクトロニック・アーツから発売された『JUST CAUSE ビバ・レボリューション』（「Z」区分）の続編で、スクウェア・エニックスによりローカライズ・発売された『JUST CAUSE 2』は、一部の表現を変更して「D」区分で発売しているが、その続編のJUST CAUSE 3では海外版と同様の表現を行い「Z」区分となっている。
それ以外にも（国産・海外産を問わず）「過度な残酷表現」が多く含まれ、「18才以上のみ対象」の範囲でも修正が困難なため、国内での販売が不可能なゲームを多く出したことで、結果的に日本市場では発売されないソフトもある。「（CEROの規制が厳しい）日本市場だけに合わせて手直しするよりは、むしろ最初から投入しない」という方針をとる外国メーカーもある。国内メーカーでも、最初から外国市場を前提にし、国内市場投入をほぼ考えていないゲームを製作するメーカーも存在する。

## コンテンツディスクリプターアイコン
上記とは別に、ゲームに含まれているいくつかの表現をアイコンにして明示させるのがコンテンツディスクリプターアイコン（単にコンテンツアイコンとも）であり、パッケージの裏面に記載されている。ニンテンドーeショップ、PlayStation Store、Xbox Games ストアでも同様に対象年齢と併記されている。
ゲームソフトの公式サイトでは、対象年齢のみ記載しておりコンテンツアイコンの併記をしていないものが殆どだが、一部のゲームソフトの公式サイトではコンテンツアイコンの併記をしているものもある。また、ゲームハードメーカーによるサードパーティーソフトを含めた一部のゲームソフトの商品情報ページや、一部ゲームメーカーのショッピングサイトでもコンテンツアイコンの併記をしているケースもある。
2004年4月から設けられ、CERO：A（全年齢対象）およびCERO：教育・データベースを除いた区分には必ず明示される。
コンテンツアイコンには以下の9種類がある。
| コンテンツアイコン | 内容 | 備考 |
| ------------------ | --- | --- |
| 恋愛               | 異性愛・同性愛などに対して設定される。 | |
| セクシャル         | 半裸・下着・水着など肌の露出が多い衣装や、 セクハラに相当する言動（身体を触るなど）に設定される。                                                                    | 『桃太郎電鉄シリーズ』では女湯のシーンが削除されていないにもかかわらず CEROが把握していない理由でCERO：A（全年齢対象）となっている。 |
| 暴力               | 喧嘩、拷問、武器類の使用による戦闘、 対戦格闘、戦争、兵器などに対して設定される。                                                                                    | ボクシング・プロレス・総合格闘技などの格闘技を題材としたスポーツゲームにも設定される。 『モンハン日記 ぽかぽかアイルー村』のみモンスターハンターシリーズでは 暴力的なシーンが少ないとの理由でCERO：A（全年齢対象）となっている。 |
| 恐怖               | 出血や死体の描写など、 過度に恐怖感を煽る表現に対して設定される。 | 『ペーパーマリオ オリガミキング』はPEGIではゲームのシーンに恐怖が該当するため「PEGI：12」に区分されている。 |
| 飲酒・喫煙         | 未成年者の飲酒・喫煙行為 及びそれらを肯定・奨励する表現に対して設定される。                                                                                          | 成人のみでの飲酒・喫煙を含む場合は設定していないが、 日本国外（ESRBなど）では「（成人の）飲酒・喫煙が含まれる」旨の注意を促すこともある。 |
| ギャンブル         | 金品を賭ける違法なギャンブル（賭博罪に相当）に対してのみ設定されている。 日本国外では合法的なギャンブルそのものに対してアイコンが付けられることがある。              | 『Wi-Fi対応 世界のだれでもアソビ大全』の場合、PEGIではポーカーや ブラックジャックがギャンブルにあたるカジノの遊戯物としての扱いで「PEGI：12」に区分されている。 『ポケットモンスター ダイヤモンド・パール』までの本編作品では ゲームコーナーの要素がギャンブルにあたるとして「PEGI：12」に区分されたため、 ブラック・ホワイト以降（ORAS含む）からゲームコーナーが廃止。 |
| 犯罪               | 殺人、強盗などの法令に反する行為や犯罪（者）を肯定する表現に対して設定される。                                                                                       | |
| 麻薬等薬物         | 麻薬・覚醒剤・大麻・シンナーなどの違法な薬物（ドラッグ）を使用するか、 善悪関係なくそれらを肯定したり取引するなどの表現に対して設定される。                          | 合法とされる医療目的で使用する場合 （『研修医 天堂独太』など）、 も含めた全ての違法薬物が登場する作品が該当。 |
| 言葉・その他       | 差別用語・放送禁止用語などの不快な言葉の使用や、 第三者（特に実在の国・人種・宗教・障害者など）に対する差別的な表現、 その他反社会的な行為や思想に対して設定される。 | |

これらに抵触すると認められた表現があれば、該当するアイコンが与えられるが、ソフトによっては以下の例のようにコンテンツアイコンの表記順が上記の通りでない場合もあり、表記の順番と根拠や意味については公表されていない。
- コンテンツアイコンは「セクシャル、暴力」だが、実際には「暴力、セクシャル」の順で表記されている場合がある（『鉄拳6』、『無双OROCHI Z』など）。
- コンテンツアイコンは「暴力、犯罪」だが、実際には「犯罪、暴力」の順で表記されている場合がある（『メタルギアソリッド4』、『コール オブ デューティ モダン・ウォーフェア2』など）。

また、発売時期やレーティングの違いにより、同一タイトルであってもハードごとでコンテンツアイコンが異なるケースもある（『水の旋律』、『11eyes CrossOver』など）。
上述した一部ゲームソフトの公式サイトでのコンテンツアイコンの併記において誤った情報が掲載されることがある。
- 『Alan Wake』では、公式ページに併記されたコンテンツアイコンは「暴力、言葉・その他」だが[23]、実際には「恐怖、セクシャル、恋愛、暴力」であった。
- 『テニスの王子様 ぎゅっと! ドキドキサバイバル 海と山のLove Passion』では、公式サイトに併記されたコンテンツアイコンは「恋愛」だが[24]、実際には「セクシャル、恋愛」であった[注 12]。
- 『戦国BASARA 真田幸村伝』では、イーカプコン内の商品情報ページに併記されたコンテンツアイコンは「恋愛、セクシャル、暴力、犯罪、言葉・その他」だが[25]、これはシリーズ作品である『戦国BASARA4』『戦国BASARA4 皇』のものであり、実際には「犯罪、セクシャル、暴力」であった（現在は修正されている）。

また、パッケージにおいて誤ったコンテンツアイコンが表記されることがあり、『スクールガールゾンビハンター』では、実際のコンテンツアイコンが「セクシャル、暴力」のところ、パッケージでは誤って「セクシャル、犯罪」と表記されている。
なお、過度な悪印象を与える暴力、犯罪などの表現を含むソフトが指定の対象となる「Z」区分ソフトに対しては「暴力、犯罪」またはいずれか一方のみしか与えられていない。「18才以上対象」から「Z」区分に変更されたソフトは、全て新基準への移行の際にコンテンツアイコンが「なし」に変更されている。

## 審査
審査員には公平かつ偏向を防ぐことから、20歳以上で、かつゲーム関連企業に携わらない者であれば応募できるようになっている。
審査の手順は
1. 審査の対象となるゲームの映像と、希望する年齢区分を明記した問診票、世界観などを記述した資料、審査依頼票をCEROに送付する。
2. それらの情報を、審査基準を元に作成されたマニュアルに基づき、3人の審査員が対象年齢を決定する。
ゲームソフトによっては、複数のタイトルを1本のパッケージとして収録する形式（オムニバスゲーム）もあるが、この場合も収録の全タイトルを審査する。
複数のタイトルを収録する場合、（「A・B」区分が混在するように）対象年齢の区分が混在する場合もあるが、この場合は対象年齢が最も高い方を採用する。以下にメーカーによる明記があるものを上げる。
レベルファイブより発売の『GUILD01』では、各自ゲームの単独販売において『CRIMSONSHROUD』が「B」区分となっており、『解放少女』『レンタル武器屋 de オマッセ』『AERO PORTER』の3タイトルが「A」区分となっている[28]。
ナムコ（現:バンダイナムコエンターテインメント）より発売のナムコミュージアム Vol.2では、収録タイトル中『ローリングサンダー』のみが「12才以上対象」区分となっている[29]。
コナミ（現:コナミデジタルエンタテインメント）より発売された『パワポケダッシュ』はゲームボーイアドバンス版発売当時（2006年）が「全年齢」と指定されていたが、2021年に発売された『パワプロクンポケットR』の特典としてNintendo Switchに移植された[注 14]際の再審査を行うことにより、レーティングが「B」に引き上げられた。
3. 審査結果をメーカーに返送する。ここでメーカーが同意すれば審査を終了し、不同意の場合は再度審査する。
4. ゲームソフトの完成後、保存用にソフト1本をCEROへ納品する。

のようになっており、早ければ発売予定日の2〜3ヶ月前に審査を終了、遅くても1ヶ月程前までに審査を終了し、対象年齢が発表される。
ゲームソフトの審査を依頼する側は審査料金を支払う必要がある。非会員の場合でも審査は可能であるが、2002年時点では会員の3倍となる。

### 懲戒処分・再審査事例
メルルのアトリエ 〜アーランドの錬金術士3〜
『メルルのアトリエ 〜アーランドの錬金術士3〜』のCEROレーティングは当初「A」（全年齢対象）と指定されていたが、2011年7月27日に「A」では不適切な箇所があったこと、制作販売したガストが審査の際その箇所について提示していなかったことが指摘され、ガストに対して懲戒処分およびレーティングの再審査を行うこととなり、ガストは再審査の期間中における出荷を停止した。翌々日の29日にはレイティングが「B」に引き上げられ「セクシャル」のコンテンツディスクリプターアイコンが追加されたことが発表された。
具体的にどのような内容が問題となったのか公表されていないが、同作のキャラクター画像を担当した岸田メルは自身のTwitter上で、作中における男性キャラクターの入浴シーンに、男性の臀部を晒す表現があったことに問題があったという見解を示している。
なお、次回作の『アーシャのアトリエ 〜黄昏の大地の錬金術士〜』以後のアトリエシリーズのナンバー作品はすべて「B」レイティングかつ「セクシャル」アイコンつきで発売されている。

### アサシンクリード ヴァルハラの表現規制および未審査版の販売
『アサシン クリード ヴァルハラ 』の日本語版は発売前に、CEROの審査を通すためにPC版を含めた全プラットフォームで表現規制を行うことが発表されており、詳しい規制の内容も明かされていた。しかし発売後、当初の発表内容に含まれない「流血表現」の削除が行われていることが判明した。UBIは「関係機関と協議の上、表現修正を再度検討した結果」と釈明するが、CEROからは「同社から一切ご連絡も協議のお申し出もいただいておらず無関係」と反論される。その後の調査でUBI側の問題であったことが判明し、流血表現をオンにするためのパッチの配信が発表された。
その後、CEROはプレスリリースにてレーティングアイコンが付与された本作の未審査版がUplayで一時的にダウンロード販売されていたと公表し、UBIに説明を求めている。さらにアサシンクリード　シャドウズでは日本リージョンで最初から流血表現がオンにできなくなった。

## レイティングに対する意見と批判
国際的評価機関であるIARCの審査料金は無料であり、メーカー側目線だと1度無料審査を受けると、日本を除いた全加盟各国・地域でゲームを販売できる。しかし、CEROはIARCに加盟していないため、日本でパッケージ版ソフトとして発売するには別途CEROによる審査が必要となる。CEROは日本で販売する作品のみのレーティング機関であるため、審査手続きは主に国内でする必要があるほか、一定の審査料が必要となっている。これは海外メーカーにとっては負担になっている。なおダウンロード専用ソフトであればCEROによる審査なしで発売できる。
「Z」区分を除いて購入に対する制限が設けられていないため、「D」以下に区分されるゲームソフトはその年齢を満たしてなくても購入できる（販売店によっては『「D区分」までならどなたでも購入可能』とその旨を告知していることもあるほか、コンビニや一部の量販店では「Z」区分を取り扱わないところもある）。
家庭用ゲームハード向けのソフトについて、CEROのレーティングを受けていないソフトの発売を認めていない。ただし、ニンテンドーDS用ソフト『DSで読むシリーズ手塚治虫 火の鳥』や、ニンテンドー3DSのeショップで配信されている一部のソフト（内容的にゲームといえないもの）にはCEROのマークが表記されていない。全社ともにダウンロード専売作は国際年齢評価連合（IARC）を採用しているが、SIEはIARC18+のゲームに関してはCEROを取得するよう求めている。
PC用ゲームソフトの場合、一般向けのソフトであってもCEROの審査を受けずに発売に至るソフトも存在する。SteamやMicrosoft Storeで配信されているPCゲームにおいても、一部のソフトにCEROのレーティングが記載されているが、一部審査の信憑性に疑問があるものも存在する。
一部のゲームソフトの公式サイトにおいてCEROのレーティングが記載されていないものもあり、この場合オンライン上では、CEROが公式サイトに設置しているタイトル検索か、ゲームハードメーカーによる商品情報ページからCEROのレーティングの情報を得る必要がある。
雑誌への掲載について
カプコンが開発・販売を手がけるモンスターハンターシリーズは「C」に区分されているが、小学生を主な読者とするコミック誌である『月刊コロコロコミック』などで毎号のように取り上げられている。また2019年からは同じく「C」に区分されている「フォートナイト」の特集を組んでいる。編集部は「レーティングは知っているが、読者からの要望もあり独自の判断で取り上げている」としており、開発者は「小学生にもゲームを知ってほしいという気持ちはある」とした上で「レーティングはあくまで目安。法律の規制ではなく、問題はない」と述べている。それに対してある保護者は「小学生の購買意欲をあおっている」と批判した。
さらに2009年8月にはバンダイナムコゲームス（のちのバンダイナムコエンターテインメント）のDS用ソフト『アイドルマスター ディアリースターズ』が「C」区分であるが、小学生女児を主な読者とするコミック誌『なかよし』や未就学男児を主な読者とする『テレビマガジン』で取り上げられたり、バンダイナムコ自体が編集・発行するゲーム販売店向けフリーペーパーの『Side-BN』に本作を「女の子にもオススメの注目ゲーム」と宣伝したりするなど、低年齢女児向けの販促を公然と行っていた。
任天堂もファミ通クロスレビューのメーカーアンケートにおいて「B」・「C」区分のソフトに関しても「どなたでも楽しめる」旨を紹介している（『ファミ通』では「Z」区分のソフトも特集することはあるが、記事を掲載する際「『ファミ通』の掲載基準に従い、考慮している」旨の断り書きを欄外に記載している）。任天堂も初の「D」区分のゲームソフト『斬撃のREGINLEIV』を発売するなど、レイティングに配慮したゲーム制作とは一線を画する動きを示してきている。
レイティング制度による影響
日本PTA全国協議会が2007年に一部の小中学生および保護者を対象に調査した「子どもとメディアに関する知識調査」によれば、レイティング制度を知らないという保護者が約52%に達している。
子供がこのレイティングを参考にゲームを購入しているかというと実はそうでもなく、コール オブ デューティシリーズのシリーズの一部やグランド・セフト・オートシリーズの全作品などは、Z区分になっているにもかかわらず、特に中高生の間で人気が高く、保有数も多い実態となっている。:2017年10月9日にユービーアイソフトが開催したイベント「UBIDAY2017」にて、18禁の「Z」区分である『フォーオナー』の大会で15歳のプレイヤーが優勝した。これを受けて大会を運営したJCGは年齢制限などのルール改定を行うと発表した。
『大乱闘スマッシュブラザーズ SPECIAL』のCEROレーティングが「A」であるが、桜井政博は「『スマブラSP』は良い子の集まり（CERO A）なので、出すことができませんでした。お許しください。」と、不知火舞の登場を断念せざるを得なかった理由を明かしている（露出の際どいキャラクターのDLCが配信されると、レーティングが「B」～「D」に引き上げられるため）。ただし、スマブラSPの海外でのレーティングはすべてESRB:E10+以上となっているため、日本でのみ配慮された形となる。
2020年4月、日本マイクロソフトは2017年よりサービスを開始したサブスクリプション「Xbox Game Pass」およびその関連サービスが約3年遅れた理由としてCEROの存在を挙げている。
メーカー・ゲーム製作者側からの意見・批判
また、表現に関する審査やガイドラインの詳細についても、消費者やメーカーに公開されていないため、外国製タイトルの傾斜レーティングなどの審査員による恣意的な判断が下されやすいといった意見もある。
ゲームクリエイターの側から現行のレーティング制度に対する意見もある。名越稔洋は『龍が如く』の制作にあたり、基準の曖昧さについて意見を出している。シリーズ1作目は当初「18才以上対象」とされていたが、2006年3月以降の変更に伴い、1段階低い「D」に変更された。以降のシリーズ全タイトルも「D」に区分されている。また稲船敬二もカプコン在籍時に受けたインタビューの中でCEROの審査基準に対して同様の意見を出している。
桜井政博は『大乱闘スマッシュブラザーズ for Nintendo 3DS / Wii U』の制作の際、CEROの審査で登場キャラクターのスカートの中が見えて性的であるとの指摘を受け、何度もキャラクターを作りなおしたとしている。これについて桜井は「海外の審査で拳銃がダメというのは理解できるが、日本の審査はパンツが見えたの見えないってあまりにも低レベルでくだらない」と発言している。
審査対象外基準設定・ Z（18禁）区分への表現規制批判
海外版との比較が容易になったことで、「Z区分なのに（無規制で）発売できない」ことへの批判が出ている。さらにはCEROは過激な殺傷を含むなどの理由で「禁止基準」に抵触し、「Zすらつけられない」（審査対象外）として事実上の発売禁止を言い渡しているため、日本での発売中止を余儀なくされることがある。2022年10月27日パブリッシャーのKRAFTONは『The Callisto Protocol』の「CERO審査規制のためにユーザーが期待する体験が楽しめなくなる」として、日本発売中止を発表した。国産タイトルの一部には「C」・「D」区分であっても欠損や出血の表現が含まれているケースがあるのに対し、外国産タイトルの場合「Z」区分でも何らかの表現規制が行われることがある。たとえば国産タイトルのモンスターハンターシリーズ、『ゴッドイーター』や『斬撃のREGINLEIV』、『バイオハザード4』・『5』、『NINJA GAIDEN 2』では身体の切断による欠損や出血表現があるのに対し、外国産タイトルの『ダンテズ・インフェルノ 〜神曲 地獄篇〜』や『Borderlands』、『Gears of War』・『2』では欠損表現が削除されている（ただし、『Gears of War』シリーズでは爆発やチェーンソーでの欠損表現はそのままで、ムービーでは削除されていない）。
また、Z区分であっても国産・外国産を問わず欠損表現が削除されるケースがあり、『デッドライジング』と『Fallout 3』では欠損表現が削除されている。『CONAN』や『F.E.A.R.2』（PS3・Xbox 360版）のように、オリジナルから大幅に表現が変更されたソフト、2000年代では『Gears Of War 2』などのようにリージョン単位で実績ごと原語版から変更されたケースも存在する。
『ドラゴンボールZ 真武道会2』などドラゴンボールシリーズを題材とした作品で、片腕のキャラクターである未来世界の孫悟飯が両腕に修正されているのを過剰な自主規制と批判する意見もある。
外国製のタイトル（FPS、クライムアクションなど）の場合、前述の欠損表現の修正以外にも、一部のアクションができなくなるよう変更が加えられる場合もある（民間人への攻撃や、死体への追い討ちなど）。これらの規制が大幅なものに及んだ場合、マルチプレイ対応作品では日本国内限定でのマッチングを余儀なくされるケースもある。
この他『マンハント』『DEAD SPACE』などは、欠損表現の修正が困難だと判断したため、家庭版での発売を完全にお蔵入りしたケースも存在。ただし、Xbox向けのMicrosoft Storeのように、複雑な手段無しでMicrosoft Storeのリージョンを突破し、それらのゲームを購入・ダウンロードできる場合もあるため、ドル・円の為替などの問題を除けば規制が意味をなさないケースもある。